# Ampney St. Mary

Ampney St. Mary é uma paróquia e aldeia do distrito de Cotswold, no condado de Gloucestershire, na Inglaterra. De acordo com o Censo de 2011, tinha 218 habitantes. Tem uma área de 9,02km².